# Матешко Ольга Миколаївна
Ольга Миколаївна Матешко (нар. 26 жовтня 1947, Гостомель, Київська область, Українська РСР) — українська радянська акторка. Заслужена артистка УРСР (1978). Сестра кінорежисера Анатолія Матешка.

## Життєпис
Народилась в родині робітника. Закінчила Всесоюзний державний інститут кінематографії (1969, майстерня О. Пижової і Б. Бібікова).
З 1969 р. — акторка Київської кіностудії імені Олександра Довженка.
Після смерті чоловіка, оператора і кінорежисера Олександра Ітигілова, виїхала у 1994 році до США. Викладала в Свято-Сергіївській академії на Манхеттені, працювала звукорежисеркою на російському телеканалі RTVi у Нью-Йорку.
Після значної перерви повернулася до Києва, знімається в кіно і серіалах, зокрема в кінострічках свого сина.
Членкиня Національної спілки кінематографістів України.

## Родина
- Чоловік: Ітигілов Олександр Атайович (1944—1990).  — радянський та український кінооператор, кінорежисер, сценарист. Лауреат премії імені Ленінського комсомолу (1974). Заслужений діяч мистецтв УРСР (1988).
- Син: Ітигілов Олександр Олександрович (нар. 24.09.1974) — кінорежисер, актор, сценарист.

## Фільмографія
Знялась у фільмах: 
- «Місто першого кохання» (1970, комсомолка; кіноальманах, Мосфільм)
- «Сади Семіраміди» (1970, Зоя)
- «Іду до тебе...» (1971, Віра Крижанівська)
- «Сімнадцятий трансатлантичний» (1972, Ольга)
- «Увімкніть північне сяйво» (1972, Клава)
- «Чорний капітан» (1973, Ліза)
- «У бій ідуть лише „старі“» (1973, Зоя)
- «Дід лівого крайнього» (1973, епіз., секретарка Максима)
- «Вогнище на снігу» (1973, епіз.)
- «Розповіді про Кешку і його друзів» (1974, епіз.)
- «Народжена революцією» (1974, Ольга)
- «Дума про Ковпака» (1975, епіз.)
- «Зникла експедиція» (1975, Марфа) і «Золота річка» (1976, Марфа)
- «Бути братом» (1976, Маша)
- «Пам'ять землі» (1976, Цата Ванцецька)
- «Не плач, дівчино» (1976)
- «Червоні дипкур'єри» (1977)
- «За п'ять секунд до катастрофи» (1977, Сірілл)
- «У мене все нормально» (1978, Поліна)
- «Син чемпіона» (1978, епіз.)
- «Д'Артаньян та три мушкетери» (1978, дівчина з Менгу)
- «Вавилон XX» (1979, Парфена; реж. Іван Миколайчук)
- «Продається ведмежа шкура» (1980, епіз.)
- «Страх» (1980, т/ф)
- «Жінки жартують серйозно» (1981, Женя (друга)
- «Осіння дорога до мами» (1981, короткометражний)
- «Побачення» (1982, Клавдія)
- «Довге відлуння» (1983)
- «Серед тисячі доріг» (1983, Оксана)
- «Володчине життя» (1984, т/ф)
- «Якщо можеш, прости» (1984, Альона)
- «На мить озирнутися...» (1984)
- «Корабель прибульців» (1985)
- «Подвиг Одеси» (1985)
- «Звинувачується весілля» (1986, Галина)
- «Жменяки» (1987, т/ф)
- «Бич Божий» (1988, Варвара Олексіївна)
- «Галявина казок» (1988)
- «Передай далі...» (1988)
- «Смиренний цвинтар» (1989, Ірина)
- «Тепла мозаїка ретро і ледь-ледь» (1990)
- «Жінка для всіх» (1991)
- «Сократ» (1991, Ксантиппа, дружина Сократа)
- «Господи, помилуй заблукалих» (1992, Казахстан—Україна)
- «Єлісейські поля» (1993)
- «Секретний ешелон» (1993)
- «Я сама» (1993)
- «Тигролови» (1994)
- «Амур і Демон»» (1994)
- «Міф про ідеального чоловіка. Детектив від Тетяни Устинової» (2005)
- «Дні надії» (2007)
- «Геній порожнього місця» (2008)
- «Перстень з бірюзою» (2008, Ніна Іванівна)
- «Куплю друга» (2008, Рая)
- «Ромашка, кактус, маргаритка» (2009)
- «Горобини грона червоні» (2009, т/с)
- «Медове кохання» (2009, т/с)
- «Пончик Люся» (2011)
- «Генеральська невістка» (2012)
- «Це мій собака» (2012)
- «Два Івани» (2013, мати Федора)
- «Кохання з випробувальним терміном» (2013)
- «Пізнє каяття» (2013)
- «Я буду чекати тебе завжди» (2013, т/с, Клавдія Степанівна)
- «Київський торт» (2014)
- «Коли наступить світанок» (2014)
- «Трубач» (2014)
- «Щоб побачити веселку...» (2015)
- «Друге життя Єви » (2017)
- «Мій найкращий ворог» (2017, бабуся Романа)
- «Невиправні» (2017) та ін.